# Frans I van Kinschot

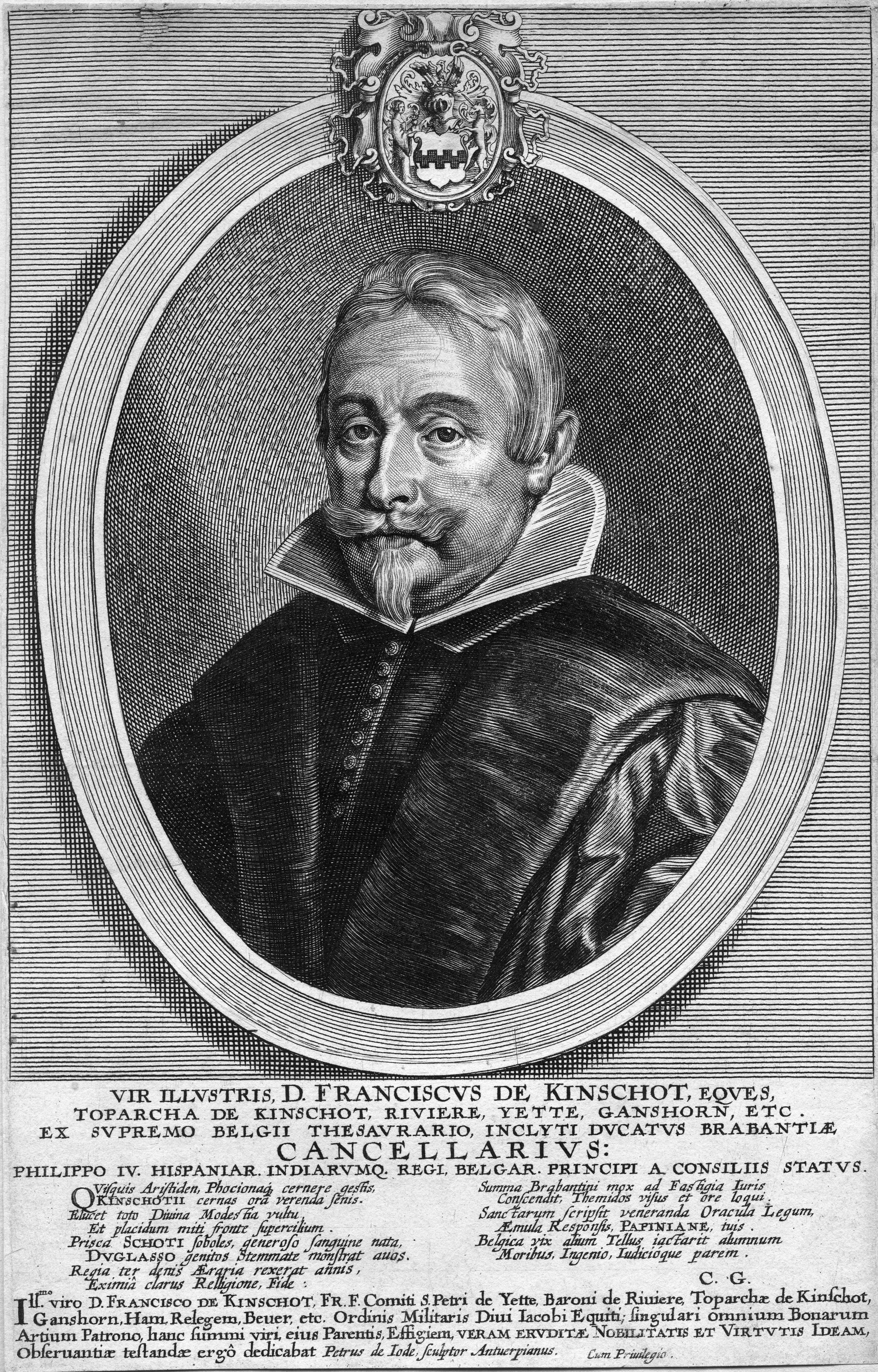
Mr. François I van Kinschot (1577-1651)

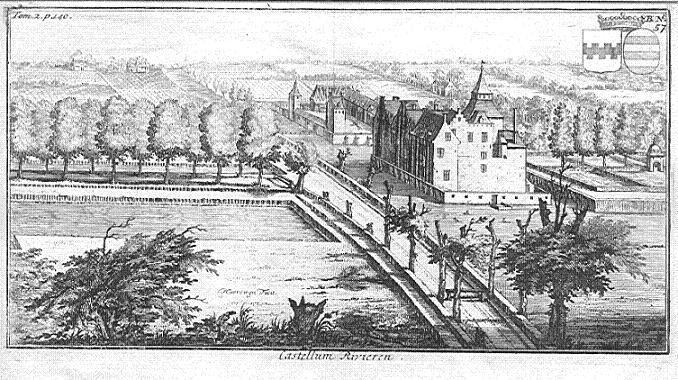
Kasteel de Rivieren, aangekocht door van Kinschot

Frans I van Kinschot, ook François Henri van Kinschot genoemd (Brussel, 1 mei 1577 – Brussel, 5 mei 1651) was kanselier van Brabant (1649-1651) in de Spaanse Nederlanden. Tevoren was hij advocaat en tresorier-generaal. De koning van Spanje verleende hem de adelstand als heer van Rivieren, heer van Ganshoren en heer van Sint-Pieters-Jette (1638) en heer van Kinschot (1644).

## Levensloop
Van Kinschot was zoon van raadsheer Hendrik van Kinschot en van Margaretha Douglas dite Scott. Hij was een telg uit het geslacht van Kinschot. Hij volgde middelbare school in het college van Aat, in Henegouwen, een gerenommeerd college in de Spaanse Nederlanden. Vervolgens studeerde hij rechten aan de universiteit van Dowaai, waar hij op 18-jarige leeftijd afstudeerde. Hij sloot aan bij de advocatenpraktijk van zijn vader, die advocaat was bij de Raad van Brabant.
De praktijk bloeide doch hij verkoos in de voetsporen te treden van zijn schoonvader, Adrien Boote, griffier en raadslid in de Raad voor financiën, in publieke dienst dus. Zo werd Van Kinschot griffier der domeinen (1606) en raadslid-fiscaal in de Raad voor financiën (1618). Aartshertog Albrecht van de Zuidelijke Nederlanden bevorderde Van Kinschot vervolgens tot tresorier-generaal van de Domeinen en Financiën van de aartshertog en tot hoofd van de Raad van Financiën (1620). Dit was de topfunctie in de ambtenarij van Financiën.
In 1628 kocht Van Kinschot het uitgestrekte landgoed met kasteel de Rivieren, in Ganshoren nabij Brussel. Een benoeming tot lid van de Raad van State van de Spaanse Nederlanden sloeg hij af. Van Kinschot concentreerde zich op de staatsfinanciën.
Koning Filips IV van Spanje verhief hem in de adelstand met de titels van heer van Rivieren, heer van Ganshoren en heer van Sint-Pieters-Jette (1638), en nadien tot heer van Kinschot nabij Turnhout (1644). Hij publiceerde een juridisch geschrift van zijn overleden vader, getiteld Henrici Kinschoti J.C. Responsa, sive consilia juris, en voegde er eigen commentaren in het Latijn aan toe (1653); sommige Responsa van zijn hand werden nog apart uitgegeven. Zijn vermogen nam aanzienlijk toe en Van Kinschot kocht talrijke kunstwerken voor zijn kastelen, alsook hele collecties boeken.

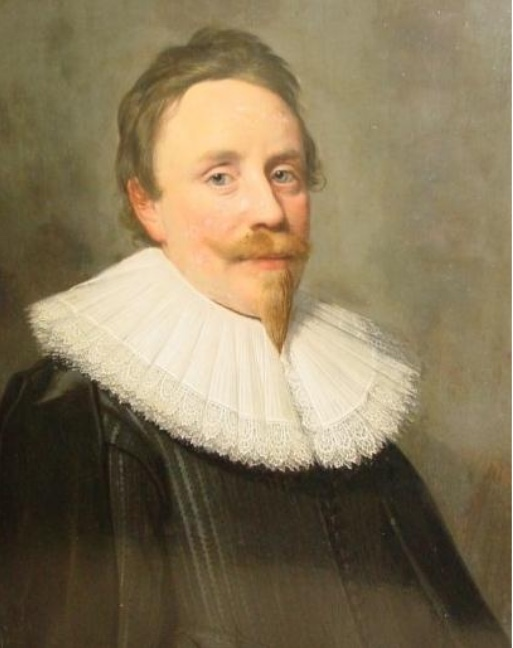
Mr. François I van Kinschot (1577-1651)

Beroepshalve ging het niet goed met de openbare financiën van de Spaanse Nederlanden. Van Kinschot liet de belastingen verhogen en stak de overheid in schulden omwille van de aanslepende Tachtigjarige Oorlog. Zijn strenge taksen lokten nochtans nauwelijks protest uit. Een tijdgenoot, Loyens, omschreef hoe Van Kinschot een belastingverhoging doordreef: sine querela vel damno: zonder klacht of schade. In 1643 werd Van Kinschot opgenomen in de Koninklijke Raad voor de Spaanse Nederlanden.
Aan oudere leeftijd vroeg Van Kinschot ontheven te worden van de zware taak als topambtenaar van financiën. Hij kon overigens niet meer lopen. Hij liet zich voeren naar de besprekingen van de Raad van financiën. Daarom werd Van Kinschot kanselier van het hertogdom Brabant en groot-zegelbewaarder van Brabant (1649), twee functies met grote overlap. Hij stierf te Brussel in 1651, waarna hij werd begraven in de kathedraal van Sint-Michiel en Sint-Goedele. Zijn echtgenote, Margaretha Boote, vrouwe van Clercamp, was hier al begraven.
- Biografisch Portaal: 54705793
- Digitale Bibliotheek voor de Nederlandse Letteren: kins008
- Gemeinsame Normdatei: 1019743158
- International Standard Name Identifier: 0000 0003 6746 2296
- Nationale Bibliotheek van Polen: a0000003401182
- Virtual International Authority File: 232213612
- WorldCat: E39PBJwtpcvGgqqDkkY7TQyGHC